# Сен-Клеман (Мёрт и Мозель)
Сен-Клема́н (фр. Saint-Clément) — коммуна во французском департаменте Мёрт и Мозель региона Лотарингия. Относится к  кантону Люневиль-Сюд.	

## География

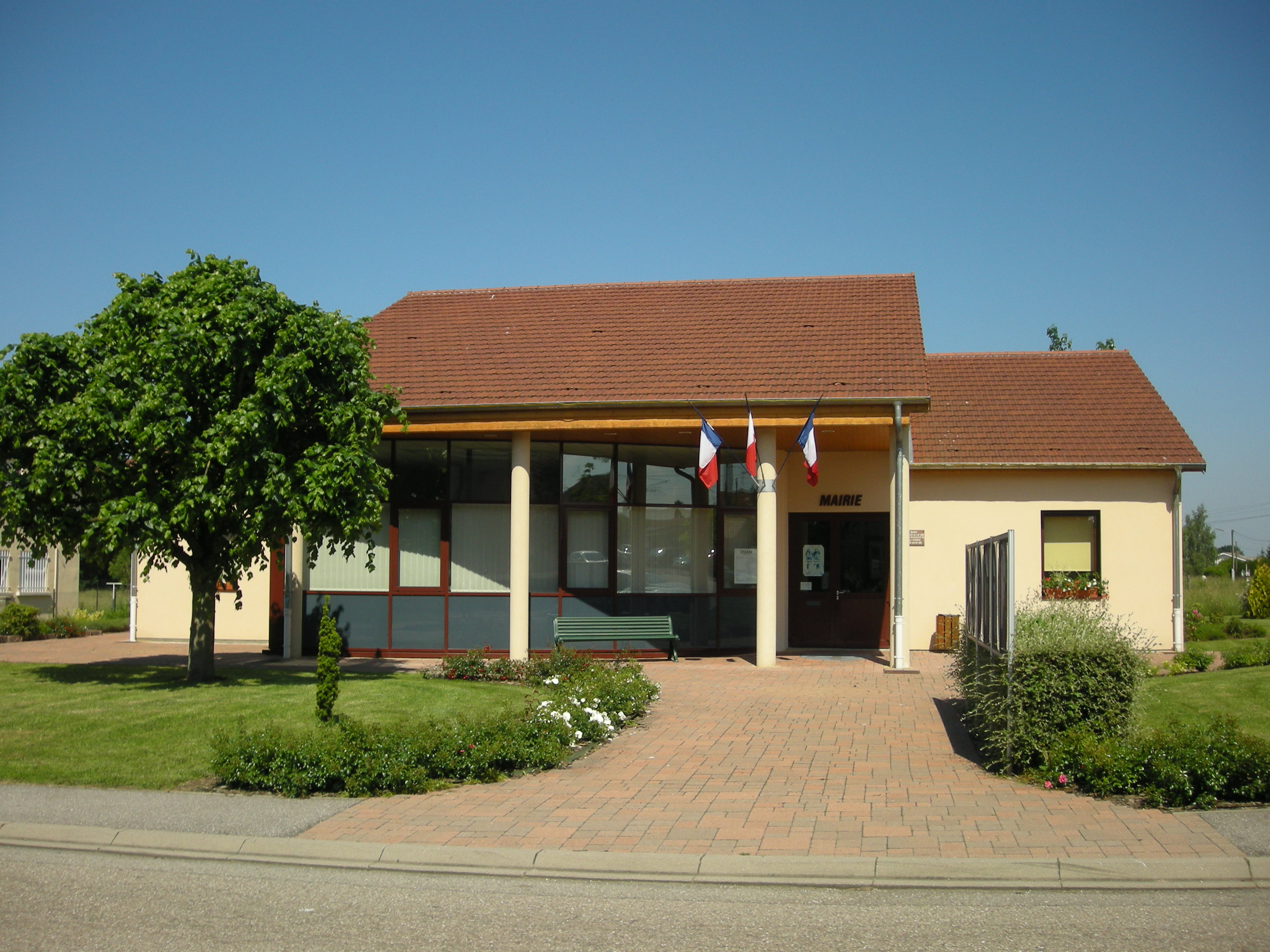
Мэрия в Сен-Клеман.

Сен-Клеман расположен в 36 км к юго-востоку от Нанси рядом с Мёртом и леснум массивом Мондон. Соседние коммуны: Ларонкс на севере, Шеневьер и Ватимениль на юго-востоке, Фрамбуа на западе.
До 2010 года через город проходила национальная автодорога RN 59 (участок Монсель-ле-Люневиль—Селеста), в настоящее время сделана объездная дорога к юго-западу от Сен-Клемана. Здесь же находится железнодорожная станция  местной линии TER Lorraine Нанси—Сен-Дье-де-Вож.

## История

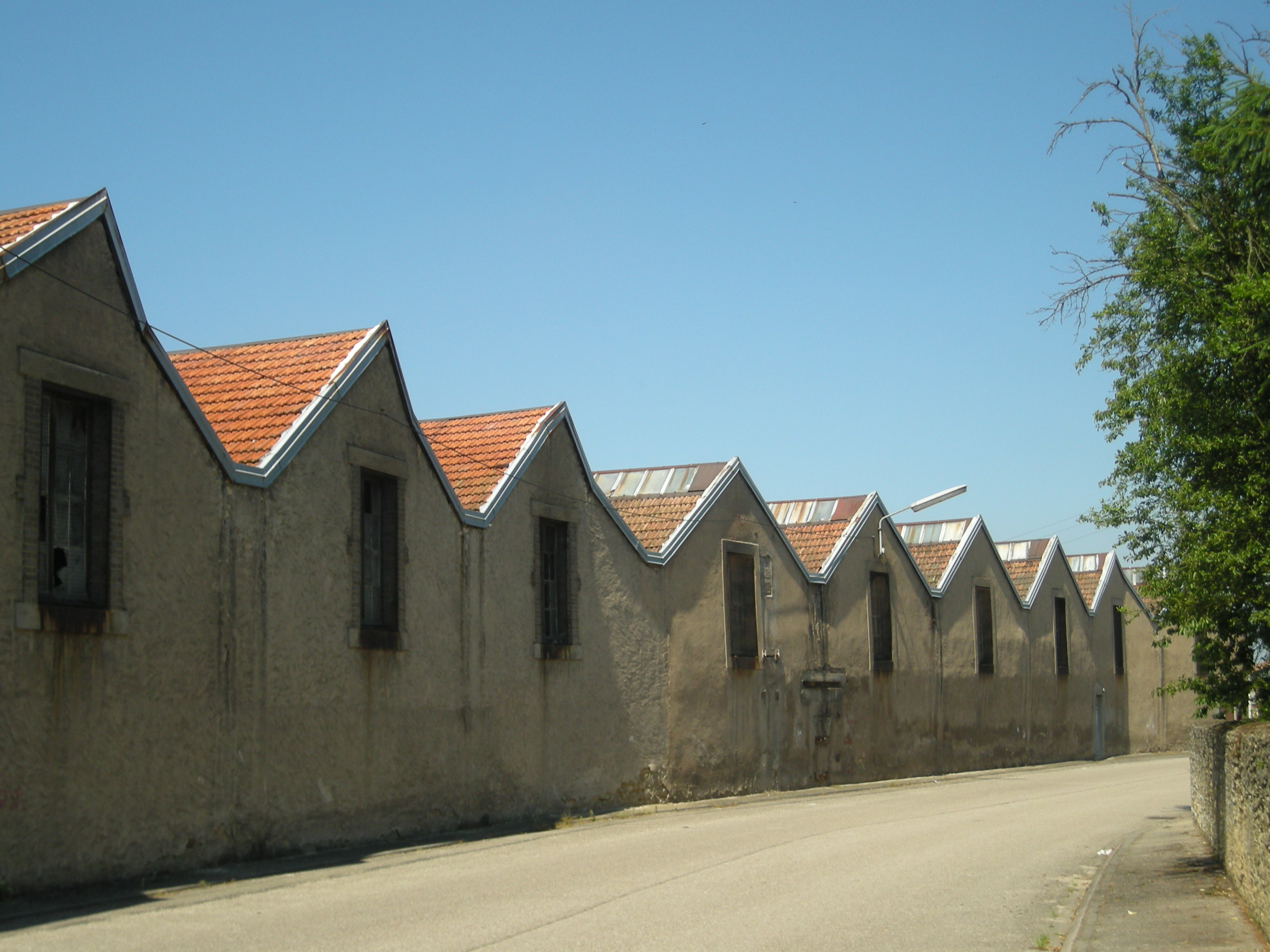
Фаянсовая мануфактура в Сен-Клеман.

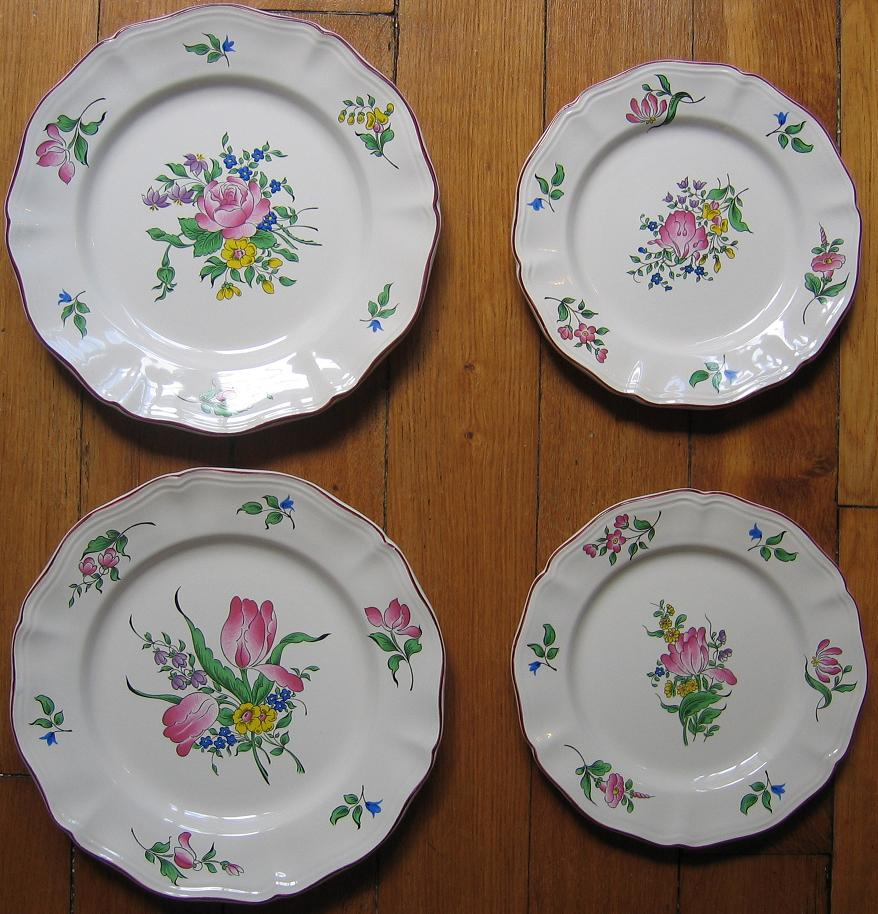
Люневильский фаянс сен-клеман.

Сен-Клеман образовался как небольшая деревня вокруг церкви местного приората около источника, названному в память епископа римского Климента I, святого I века, который был местом паломничества. Во время средневековой эпидемии чумы деревня обезлюдила, позже вновь возродилась вокруг церкви.
В 1757 году здесь были обнаружена глина и Жак Шамбретт, который к тому времени уже основал фаянсовую мануфактуру в Люневиле, решил основать здесь в следующем году другую мануфактуру. В Сен-Клемане и поныне изготавливается фаянс.

## Демография
Население коммуны на 2010 год составляло 857 человек.
| 1962 | 1968 | 1975 | 1982 | 1990 | 1999 | 2010 |
| ---- | ---- | ---- | ---- | ---- | ---- | ---- |
| 855  | 806  | 779  | 897  | 876  | 833  | 857  |

## Достопримечательности

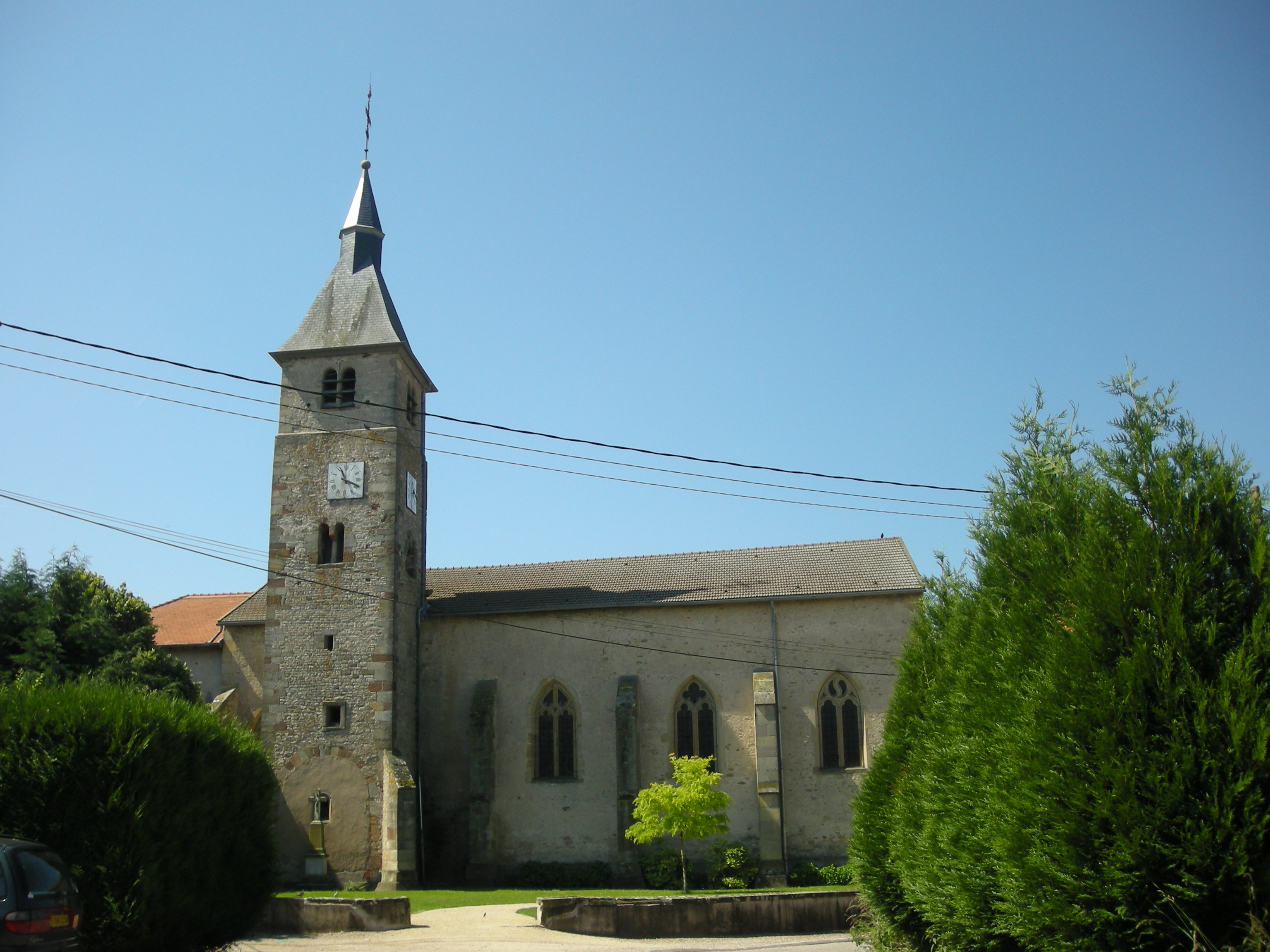
Церковь Сен-Клемана.

- Церковь святого Климента впервые упоминается в 1164 году. Башня датируется XII веком. Монументальные фрески XV века классифицированы в 1908 году как памятник истории.